# Halîna Volea, Stara Vîjivka
Halîna Volea (în ucraineană Галина Воля) este localitatea de reședință a comunei Halîna Volea din raionul Stara Vîjivka, regiunea Volînia, Ucraina.

## Demografie
Componența lingvistică a localității Halîna Volea
     Ucraineană (99,59%)
     Alte limbi (0,41%)
Conform recensământului din 2001, majoritatea populației localității Halîna Volea era vorbitoare de ucraineană (99,59%), existând în minoritate și vorbitori de alte limbi.